# فاطمه سامورا
فاطمه سامبا ضیوف سامورا (فرانسوی: Fatma Samba Diouf Samoura‎؛ زادهٔ ۹ سپتامبر ۱۹۶۲) دیپلمات سابق و مدیر ارشد اجرایی اهل سنگال است. او در ۱۳ مه ۲۰۱۶ توسط رئیس فیفا جیانی اینفانتینو به عنوان اولین دبیرکل زن این فدراسیون بین‌المللی فوتبال (فیفا) منصوب شد و در ۲۰ ژوئن ۲۰۱۶ سمت خود را بر عهده گرفت. فوربس او را به عنوان بلندپایه‌ترین زن در دنیای ورزش معرفی کرده و بی‌بی‌سی او را در فهرست ۱۰۰ زن بی‌بی‌سی قرار داده‌است.

## زندگی حرفه‌ای
فاطمه سامورا در سال ۱۹۹۵ پس از پیوستن به برنامه جهانی غذای سازمان ملل متحد (WFP) به عنوان مدیر کشوری برنامه جهانی غذا در جیبوتی و کامرون و همچنین در مقر WFP در رم کار کرد. او بسیاری از موارد اضطراری پیچیده از جمله کوزوو، لیبریا، نیکاراگوئه، سیرالئون و تیمور شرقی را پوشش داد.
در ۱ نوامبر ۲۰۰۷، بان کی مون، دبیرکل سازمان ملل متحد، با مشورت جان هولمز معاون دبیرکل در امور بشردوستانه، فاطمه سامورا را به عنوان معاون هماهنگ‌کننده امور بشردوستانه (DHC) برای شرق چاد منصوب کرد. او در شهر آبشی واقع در ۸۰ کیلومتری غرب مرز با منطقه درگیری‌زده دارفور سودان مستقر بود. چاد در حال حاضر میزبان بیش از ۲۸۰۰۰۰ پناهنده و بیش از ۱۷۰۰۰۰ آوارگان داخلی است که بیشتر آنها در منطقه شرقی هستند و او وظیفه داشت برای بازگشت آنها تلاش کند. وظایف این مقام شامل ارائه پشتیبانی و راهنمایی برای تیمی متشکل از هفت آژانس سازمان ملل متحد و بیش از ۴۰ سازمان غیردولتی (NGO) بین‌المللی است که در شرق چاد کار می‌کنند.

## فیفا
در ژوئن ۲۰۱۶ او نقش دبیرکل فیفا را که مسئول نظارت بر جنبه تجاری و عملیاتی این سازمان بود، بر عهده گرفت. او جایگزین مارکوس کاتنر شد که در فساد دست داشت.
در عرض چند ماه پس از دریافت این شغل، بحث و جدل در بریتانیا بر سر قوانین منع پوشیدن نماد شقایق توسط بازیکنان شروع شد. سامورا در ۳ نوامبر ۲۰۱۶ اعلام کرد که انگلیس، اسکاتلند و ولز در صورت پوشیدن این نماد در روز بزرگداشت مجازات خواهند شد، زیرا فیفا آن را به عنوان یک نماد سیاسی طبقه‌بندی می‌کند. او گفت: "بریتانیا تنها کشوری نیست که از نتایج جنگ رنج می‌برد. او گفت: "سوریه یک نمونه است. قاره خودم [آفریقا] سال هاست که در اثر جنگ در هم شکسته‌است. تنها سؤال این است که "چرا فقط برای یک کشور استثنا قائل می‌شویم و نه بقیه جهان؟"نخست‌وزیر وقت بریتانیا ترزا می فیفا را محکوم کرد و به پارلمان گفت که تصمیم سامورا "به‌کلی ظالمانه" بود.
در سال ۲۰۱۷ در انجمن بین‌المللی فوتبال برای دوستی در سن پترزبورگ، که مصادف با جام کنفدراسیون‌های فیفا ۲۰۱۷ بود، شرکت کرد.
او با سابقه ۲۱ سال کار در سازمان ملل متحد به عنوان اولین دبیرکل زن فیفا منصوب شد.
او نه‌تنها اولین زن بلکه اولین مسلمان و اولین غیراروپایی است که به این موقعیت رسیده‌است. وی جانشین جروم والکه دبیرکل سابق فیفا شد که به دلیل اتهام پرداخت رشوه، ۱۲ سال از هرگونه فعالیت مرتبط با فوتبال محروم شده‌است.
او که خود سابقه ای طولانی در کارهای انسان دوستانه و مرتبط با سازمان ملل دارد، باور دارد که فوتبال می‌تواند جهان را تغییر دهد.

## زندگی شخصی
فاطمه سامورا ازدواج کرده و دارای سه فرزند است.